# Изоспороз
Изоспороз — редко диагностируемое инвазионное заболевание, характеризующееся лихорадкой, диареей, болями в области живота и снижением веса. Возбудитель — паразитические простейшие из рода Isospora, широко распространённые в природе. Всего к роду относят более 200 видов, но лишь два вида вызывают патологию у человека — Isospora natalensis и Isospora belli.
Заражение происходит алиментарным путём: простейшие попадают в кишечник больного вместе с загрязненной водой или пищей. Паразиты, внедряясь в эпителиальные клетки, проходят размножение делением, образуя ооцисты. Это приводит к повреждению кишечника, нарушаются процессы всасывания жидкости и питательных веществ, развивается диарейный синдром, схваткообразные боли в животе.
Клиническая картина изоспороза характеризуется симптомами энтерита. Инкубационный период длится от 5 до 7—10 дней. Заболевание начинается с повышения температуры тела и лихорадки, которая может продолжаться в течение недели. В это же время развивается диарея. Возможна рвота. В основном заболевание протекает остро, выздоровление наступает примерно через 7—20 дней. Бывают случаи, когда наблюдаются тяжелые холероподобные формы изоспороза и случаи затяжного его течения (диагностируются у больных с пониженным иммунитетом или у ВИЧ-инфицированных), в этих случаях бактерии могут выйти за пределы слизистой оболочки тонкой кишки и развить диссеминированный изоспороз, который может привести к летальному исходу.
Диагноз может быть установлен путём исследования фекалий и обнаружения ооцист. Также с целью диагностирования можно проводить дуоденальное зондирование и биопсию тощей кишки.
Оптимальным лечением этого заболевания является применения ко-тримоксазола. Также для санации возможно применение метронидазола, фансидара, фазижина и других противомикробных, противопротозойных и противомалярийных препаратов, правда, они достаточно токсичны и не высокоэффективны.